# Вахијава
Вахијава (енгл. Wahiawa) насељено је место за статистичке потребе у америчкој савезној држави Хаваји. По попису становништва из 2010. у њему је живело 17.821 становника.

## Демографија
Према попису становништва из 2010. у граду је живело 17.821 становника, што је 1.670 (10,3%) становника више него 2000. године.
| Група             | 2000.         | 2010.         |
| Белци             | 1.640 (10,2%) | 1.728 (9,7%)  |
| Афроамериканци    | 326 (2,0%)    | 282 (1,6%)    |
| Азијати           | 7.392 (45,8%) | 7.257 (40,7%) |
| Хиспаноамериканци | 1.777 (11,0%) | 2.321 (13,0%) |
| Укупно            | 16.151        | 17.821        |